# Lucas y Arthur Jussen

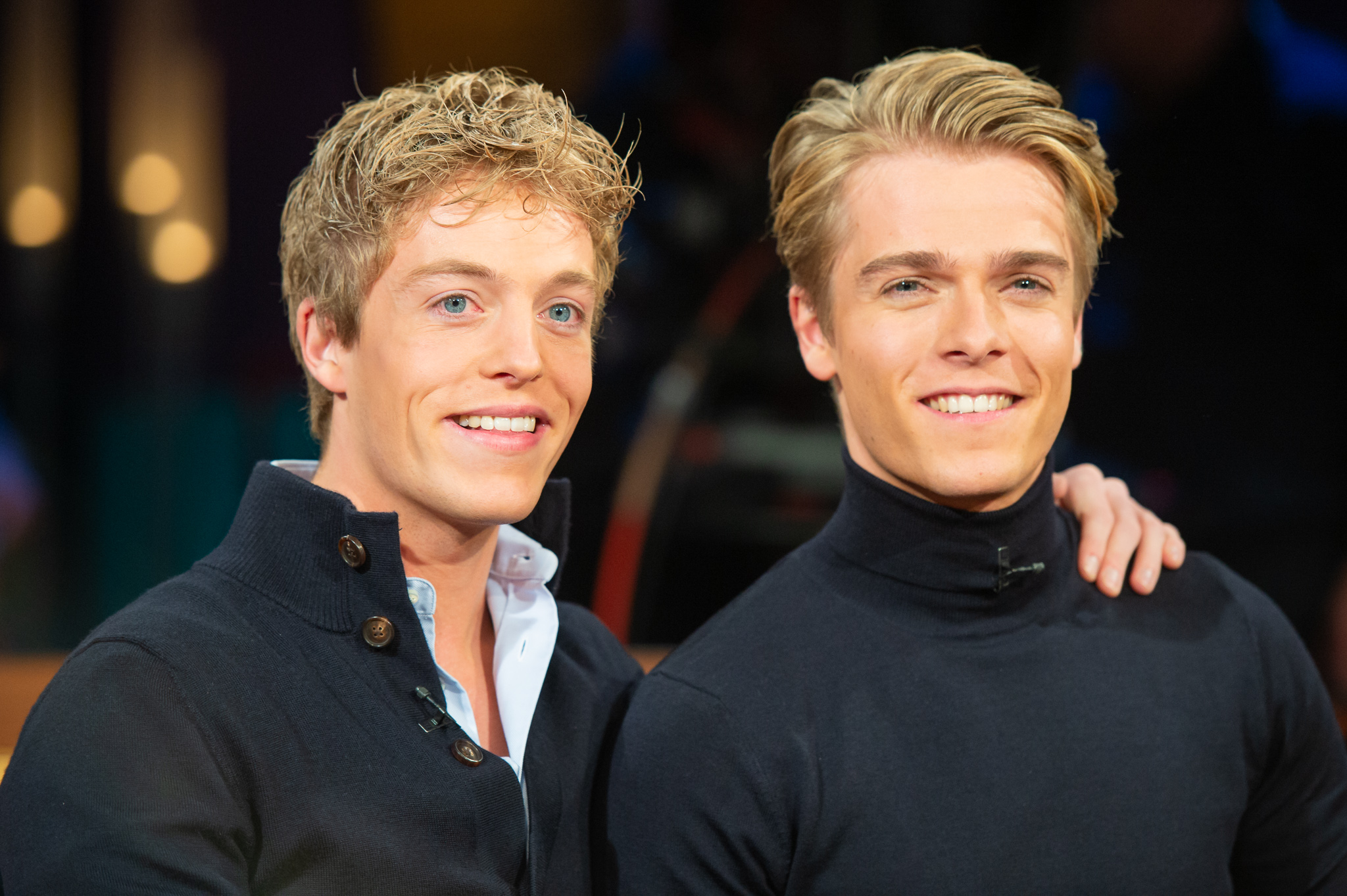
Lucas (la izquierda) y Arthur Jussen (la derecha)

Lucas & Arthur Jussen son hermanos pianistas clásicos holandeses nacidos en Hilversum.
Lucas Jussen (Hilversum, Países bajos, 27 de febrero de 1993) y Arthur Jussen (Hilversum, Países bajos, 28 de septiembre de 1996) son dos hermanos de nacionalidad neerlandesa que trabajan juntos como dúo de pianistas clásicos. Sus padres son la flautista Christianne van Gelder y el percusionista Paul Jussen del Ensemble Da Capo.

## Biografía
Ambos estudiaron con Jan Wijn, perfeccionándose con Maria João Pires en Brasil y Portugal, Ricardo Castro y Lang Lang. El 24 de noviembre del 2006, a las edades de 10 y 13, debutaron con el  Concierto para dos pianos n.º 10 KV 365 de Mozart en la sala del Concertgebouw con la Netherlands Radio Chamber Philharmonic dirigida por Jaap van Zweden. En marzo de 2010 firmaron contrato con la Deutsche Grammophon Gesellschaft.
Lucas siguió estudios con Menahem Pressler y Dmitri Bashkirov en la Escuela Superior de Música Reina Sofía en Madrid.

## Documentales
- Help, ik heb talent de Roel van Dalen (2006).
- Lucas en Arthur Jussen - Twee heel gewone broertjesde Hinke Brinkman (2009).
- Jeux van Gijs de Leonard Besseling (2013).

## Discografía
- Beethoven piano sonatas
- Schubert impromptus
- Beethoven Impromptus & fantasie
- Jeux: Fauré, Poulenc, Ravel
- Mozart: Double Piano Concertos
- Saint-Saëns / Poulenc / Say